# Ariamnes
Ariamnes este un gen de păianjeni din familia Theridiidae.

## Specii[1]
- Ariamnes alepeleke
- Ariamnes attenuatus
- Ariamnes birgitae
- Ariamnes campestratus
- Ariamnes colubrinus
- Ariamnes corniger
- Ariamnes cylindrogaster
- Ariamnes flagellum
- Ariamnes haitensis
- Ariamnes helminthoides
- Ariamnes hiwa
- Ariamnes huinakolu
- Ariamnes jeanneli
- Ariamnes kahili
- Ariamnes laau
- Ariamnes longicaudatus
- Ariamnes longissimus
- Ariamnes makue
- Ariamnes melekalikimaka
- Ariamnes mexicanus
- Ariamnes patersoniensis
- Ariamnes pavesii
- Ariamnes poele
- Ariamnes rufopictus
- Ariamnes russulus
- Ariamnes schlingeri
- Ariamnes setipes
- Ariamnes simulans
- Ariamnes triangulatus
- Ariamnes triangulus
- Ariamnes uwepa
- Ariamnes waikula